# パキスタン・ターリバーン運動
パキスタン・ターリバーン運動（パキスタン・ターリバーンうんどう、ウルドゥー語: تحریک طالبان پاکستان, 英語: Tehrik-i-Taliban Pakistan, TTP）は、パキスタンの連邦直轄部族地域（FATA）の南ワズィーリスターンを拠点にカイバル・パクトゥンクワ州などアフガニスタン国境地帯で活動するイスラム主義武装組織。ウルドゥー語の意味は「パキスタン学生運動」であるが、傘下に多くの武装集団（兵力推計35,000人）を抱える。日本のマスコミではターリバーンの呼称が「タリバン」、もしくは「タリバーン」で表現されることから「パキスタン・タリバン（タリバーン）運動」と呼称されることもある。

## 概要
パキスタン国内のターリバーンを支持する集団を統合する目的で、2007年12月にバイトゥッラー・マフスードを最高指導者としてパキスタン国内の13のターリバーン系組織が合体して発足した。
シャリーアに基づくイスラム国家発足が目標でありパキスタン政府の打倒を掲げている。「パキスタン・ターリバーン運動」（TTP）は軍統合情報局（ISI）から直接支援されたアフガニスタンのターリバーンとは直接の関係はないが、2008年と2009年にムハンマド・オマルから「パキスタン国内での反政府活動よりアフガニスタンでの反米活動を支援して欲しい」との要請を受け、TTP指導部はムハンマド・オマルやウサーマ・ビン・ラーディンとの提携を進めた。これまでのところ、TTPの活動は主にパキスタン国内であるがクアリ・フセイン（Qari Hussain）はアメリカの都市を標的としていくと宣言した。2009年にチャップマン基地自爆テロ事件などを起こしたのはTTPである。同年以降、パキスタン政府はワジリスタン紛争でTTPへの攻勢を強めている。

## 歴史
TTPはアフガニスタン紛争が起こるとトライバルエリア（FATA）に逃げ込んだ非パキスタン人（主にアラブ人や中央アジア出身者）に対して2002年にパキスタン軍が行った掃討作戦がルーツである。パキスタン軍のワズィーリスターン進攻はアル・カーイダやアフガニスタンのターリバーン掃討が目的であったが、ワズィーリスターンの部族勢力および武装勢力は共同で2004年に反政府の自治を進めた。
2006年10月のアメリカ軍によるバージャウルのマドラサ攻撃がパキスタン・ターリバーン運動（略称：TTP）発足の契機になったとされる。
2007年にはTTPの存在が公表されると翌年、パキスタン政府はTTPを禁止し銀行口座を凍結した。
2008年末から2009年にかけてムハンマド・オマルがTTPに使者を送りアフガニスタン国内に駐留するアメリカ軍への攻撃支援を要請すると、TTPの指導者であるバイトゥッラー・マフスード、ハーフィズ・グル・バハドゥル、マウルヴィ・ナジルの三者はそれに応え路線対立を停止し2009年2月に「統合ムジャーヒディーン評議会」（SIM）を結成した。同年8月、アメリカ軍の空爆でバイトゥッラー・マフスードが爆死すると権力闘争が勃発、弟のハキームッラー・マフスードが後継者となった。新体制になって反政府の自爆テロが活発化した。特にシーア派、アフマディーヤ、スーフィーなどの民間人も自爆テロの標的となった。
2010年にアメリカはTTPを国際テロ組織に指定、2011年にはイギリスもテロリスト集団としてその活動を禁じた。
2012年10月、TTPから脅迫を受けながらも教育を受けられる権利を訴えていた15歳の女性、マララ・ユサフザイへの銃撃事件を企て、国内外から大きな非難を浴びた。非難はイスラム主義者からもなされ、アフガニスタンの軍閥指導者グルブッディーン・ヘクマティヤールは、女子教育の必要性を指摘し、TTPの行動を「非道」と批判したが、TTPは「女が教育を受ける事は死に値する罪」と反発。
2012年12月27日には、パキスタン北西部ペシャーワルの検問所で、地元住民からなる民兵がパキスタン・ターリバーン運動の武装集団に襲撃され、23人が拉致される事件が発生。30日には、この23人のうち21人の遺体が見つかるなど、衝突が続いている。
2013年6月23日、ナンガパルバット登山のためのベースキャンプ地を武装集団が襲撃、外国人登山客10人が死亡。TTPが犯行声明を出す。
2013年10月11日、アメリカ合衆国国務省は、アメリカ軍がパキスタンで行った軍事作戦で、TTP上級司令官であるラティーフ・メフスード（Latif Mehsud）を拘束したことを発表。同時に、2010年にニューヨークのタイムズスクエアで発生した爆破未遂事件へのTTPの関与を認めた。
2013年11月1日、2代目最高指導者のハキームッラー・マフスードがアメリカ軍無人機の攻撃により死亡した。同月7日、後継の指導者にマウラーナー・ファズルッラーが選ばれた。
2014年1月9日、パキスタンで最も勇敢な警官として知られたチョードリー・アスラム警視を遠隔操作の爆弾で暗殺した。
2014年6月8日のカラチの国際空港襲撃事件ではウズベキスタン・イスラム運動と協力。
10月14日、有力幹部6人が過激派組織ISILの傘下に入ると表明した。他にもイスラム国を支持するメンバーが出ており、専門家からは、TTPは分裂を重ねて弱体化するとの見方が出ている。
12月16日、ペシャワールで軍の運営する学校を襲撃、148人を殺害した。内132人は生徒であった。これを受け、ナワーズ・シャリーフ首相は2008年から執行を停止していた死刑制度をテロ関係者に限り適用することを明言。事件後数週間で「500名以上の執行を行う」と過激派に対し厳しく対処する姿勢を見せた。TTP側は声明で「FATAにおける民間人に対するパキスタン軍の攻撃への報復」を襲撃の理由とした。。
2018年6月15日、3代目最高指導者のマウラーナー・ファズルッラーがアメリカ軍の小型ドローンの攻撃により死亡したと発表された。
2019年4月12日、パキスタン、バルチスタン州のクエッタでハザーラ人を標的とした自爆テロが発生。後日、TTPの一派が、シーア派を対象にテロ攻撃を続けているラシュカレ・ジャングビと共同で行ったものとして犯行声明を発表している。
2021年4月21日、TTPはクエッタのセレナホテルの駐車場で爆弾を爆発させ、5人が死亡、12人の負傷者を出すテロ攻撃を実行した。この事件は中国大使を標的としたものとされる。
2021年8月15日、ターリバーンのアフガニスタン制圧に伴い、過去副指導者を務め、TTPの中でも比較的穏健派と考えられているファキール・ムハンマドがカブールの刑務所から解放された。
2021年12月、TTPが公開した映像で、最高指導者のヌール・ワリ・メスードはTTPをターリバーンの支部であると明言した。また、アフガニスタン軍やアフガニスタン警察の車両を保有している事が確認され、TTPがターリバーンの恩恵を受けている事が明らかになった。
2022年4月17日、パキスタンはTTPが出撃拠点としていたホースト州とクナル州の国境沿いの集落を爆撃。両州合わせて47人以上が死亡した。